# Cornelius Riese
Cornelius Riese (* 20. Februar 1975 in Heidelberg) ist ein deutscher Bankmanager, seit Anfang 2013 im Vorstand und seit Anfang 2019 Vorstandsvorsitzender der DZ Bank (bis Mitte 2024 im Rahmen einer Doppelspitze).

## Werdegang
Der gebürtige Heidelberger hat von 1994 bis 1999 Betriebswirtschaftslehre an der Universität Mannheim mit dem Abschluss Diplom-Kaufmann studiert. Zuvor absolvierte er 1994 ein Praktikum bei der Volksbank Heidelberg. Während des Studiums arbeitete Riese im Rahmen von Auslandspraktika für BASF sowie die Strategieberatung McKinsey. 2005 promovierte er an der Technischen Universität Chemnitz zum Thema "Industrialisierung von Banken". Von 1999 bis 2006 war Riese bei dem internationalen Management- und IT-Dienstleister Accenture in der Strategieberatung für Finanzdienstleister tätig. 2007 wechselte er als Bereichsleiter zur DG Hyp und arbeitete an der Restrukturierung der Bank mit.
Im Mai 2009 wechselte Riese zur DZ Bank AG als Bereichsleiter Stab (Generalsekretariat / Beteiligungen / Strategie). 2012 wird er zuerst zum Generalbevollmächtigten und 2013 zum stellvertretenden Vorstandsmitglied ernannt. Von 2014 bis 2018 war er Mitglied des Vorstands mit der Zuständigkeit für Finanzen, Strategie und Controlling. Riese wirkte maßgeblich an der Fortentwicklung der Strategie der DZ Bank Gruppe einschließlich der Konzernkoordination mit.
Seit Anfang 2019 ist Riese – gemeinsam mit Uwe Fröhlich – Vorsitzender des Vorstands der DZ BANK mit inhaltlichem Schwerpunkt auf die Führung der Holding-Aktivitäten der Bank. Nachdem der Co-Chef Uwe Fröhlich planmäßig Mitte 2024 in den Ruhestand gegangen war, übernahm Riese die alleinige Führung der Bank.
Riese ist verheiratet und hat drei Kinder.

## Mandate
Riese ist Vorsitzender des Aufsichtsrats bei den Unternehmen der DZ Bank Gruppe: Bausparkasse Schwäbisch Hall, R+V Versicherung, Teambank, Union Asset Management Holding.
Riese ist Mitglied des Beirates der Würth-Gruppe
Er war in den Aufsichtsräten folgender Unternehmen aktiv:
- DZ Polska (2012–2018)
- R+V Leben / R+V Allgemeine (2014–2016)
- Reisebank (2010–2012)
- VR Equity Partner (2010–2012)
- VR Leasing / VR Smart Finanz (2014–2018)

## Publikationen
Riese ist Autor zahlreicher Veröffentlichungen (Publikationsverzeichnis als pdf), unter anderem:
- Arbeitgeber-Attraktivität und Führung. Ein Impulsgeber. Frankfurter Allgemeine Buch, Frankfurt am Main 2024.
- Professionelle, dem Menschen zugewandte Digitalisierung in der Finanzwirtschaft und darüber hinaus. In: A. Gifford (Hrsg.): Die digitale Dekade – Wie wir unsere Wirtschaft transformieren können. Frankfurter Allgemeine Buch, Frankfurt am Main, 2022, S. 126–135.
- Wahrhaftigkeit – Geschichten zu gesellschaftlichen Fragen unserer Zeit. Braumüller Verlag, Wien, 2021.
- Wie die DZ BANK nachhaltige und verantwortungsvolle Kapitalmärkte fördert. In: S. Leithner (Hrsg.): Nachhaltige Kapitalmärkte. Verlag Herder, Freiburg, 2021, S. 296–303.
- Über das Verhältnis von Finanzindustrie und Politik. In: Zeitschrift für das gesamte Kreditwesen, 72. Jg, Nr. 11/2019, S. 532–535.
- Aktuelle Fragen der Bankenregulierung und des Supervisory Review and Evaluation Process (SREP). In: A. Dombret (Hrsg.): Schriftenreihe zum Bundesbank Symposium, Bankenaufsicht im Dialog 2016. Fritz Knapp Verlag, Frankfurt am Main 2016, S. 50–59.
- Industrialisierung von Banken – Grundlagen, Ausprägungen, Wirkungen. Deutscher Universitätsverlag / GWV Fachverlage, Wiesbaden 2006 (Dissertation).
- Banken in der Wertefalle – Effizienz- und Wachstumsstrategien für eine Branche in der Krise. Mit Norbert Linn, Steffen Krotsch (Hrsg.), FAZ Institut für Management-, Markt- und Medieninformationen, Frankfurt am Main 2002.
- Die Balanced Scorecard als Instrument der Wissensmessung und -bewertung im Wissensmanagement, Diplomica Verlag, Norderstedt, 1999

## Auszeichnungen
- 2000: Preis der Prechel-Stiftung der Fakultät BWL der Universität Mannheim[9]
- 2018: CFO des Monats der Zeitung Handelsblatt[10]
- 2019: Geldmanager des Jahres der Zeitung Handelsblatt[11]
- 2022: European Banker of the Year[12]